# 朝天锅

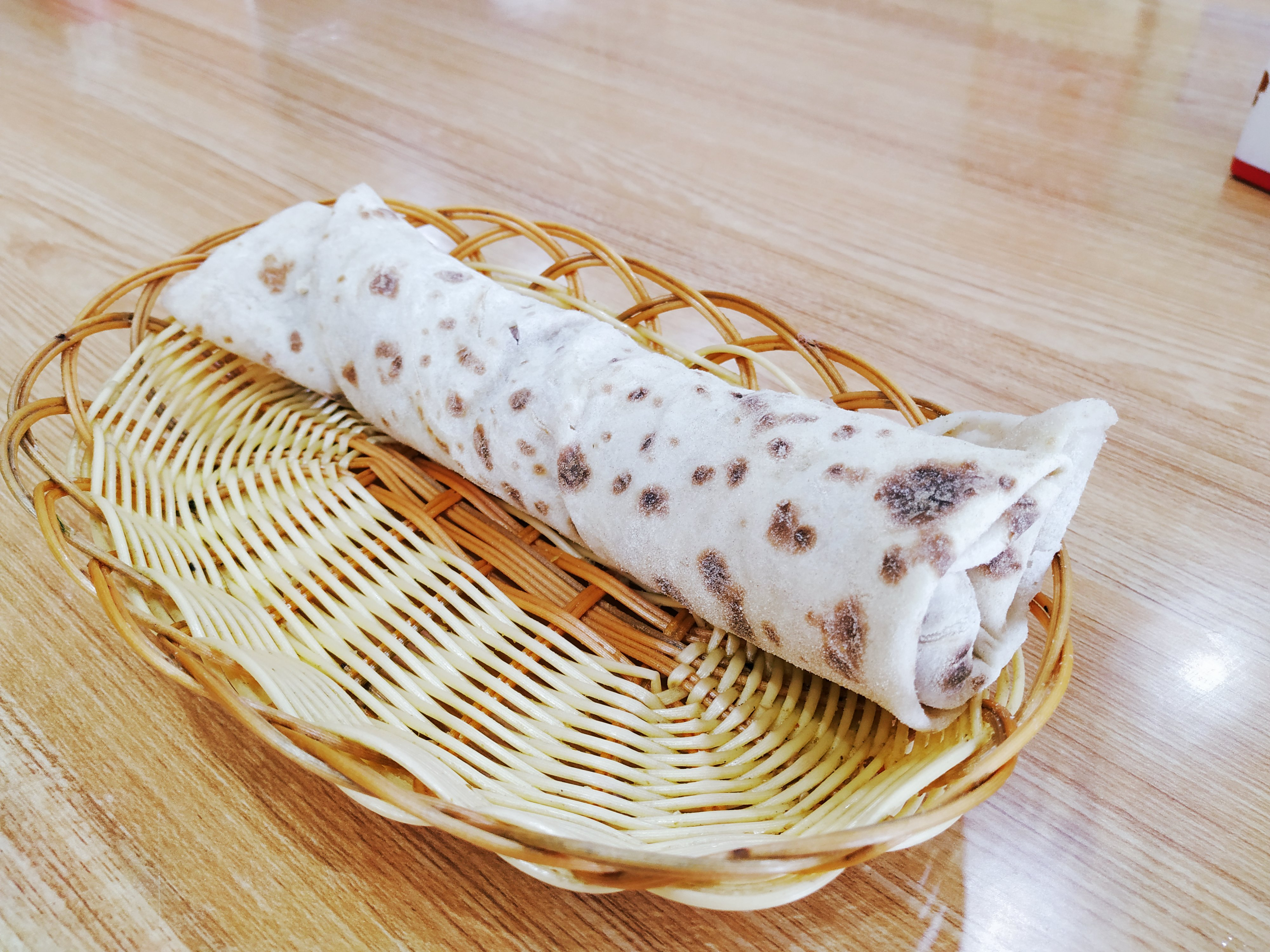

朝天锅是山东省潍坊市的三大名吃之一，另兩項為城隍庙肉火烧及和乐。

## 历史
清朝乾隆年间郑板桥治理潍县时，在一年腊月的早市，他见当时潍县赶集的人吃不上热饭，便在集市上架起大铁锅，为路人煮菜热饭，锅内煮着猪下货、肉丸子、豆腐干等，再加点香菜和酱油等调料。顾客围大锅坐下，备有薄面饼，随意取汤，或喝汤或包卷汤内原料，以抵御寒冷，因锅无盖，“朝天锅”以此得名。

## 发展
潍坊朝天锅经不断改进，于1997年分别被中国烹饪协会、山东省贸易厅认定为“中华名小吃”、“山东名小吃”。随着商业的发展，朝天锅已遍及全市，如今已发展成为“朝天宴”。此宴用鸡肉、驴肉煨汤、以煮全猪为主，有猪头、肝、肺、心、肚、肠，再配以甜面酱、醋、酱油、疙瘩咸菜条、胡椒粉、葱、姜、八角、桂皮、盐、香菜、香油、青萝卜条等十几种调料和冷菜。
食客们坐在一张特制的餐桌周围，桌中央有一口直径50厘米，深65厘米的大锅，锅口与桌面齐平，锅底有特制燃料。圆桌有一缺口，服务员在缺口处，根据客人的要求将锅内的肉舀出、切好，供客人慢慢品尝。“朝天锅”肥而不腻，营养丰富，味美可口，汤清淡而不浑浊，加以薄饼配用，其味无穷。